# Комплексна національна ініціатива з кібербезпеки
Комплексна національна ініціатива з кібербезпеки (англ. Comprehensive National Cybersecurity Initiative, CNCI) — національна доктрина кібербезпеки США, затверджена президентом Джорджем Бушем-молодшим в Президентській директиві національної безпеки 54/Президентській директиві внутрішньої безпеки 23 (NSPD-54/HSPD-23) в січні 2008 року. У ній викладаються цілі США в області кібербезпеки і призначаються відомства, відповідальні за її виконання, включаючи Міністерство внутрішньої безпеки, Управління адміністрування та бюджету і Агентство національної безпеки (АНБ).
Сам факт наявності доктрини в 2008 році був засекречений, і чутки про неї припинялися урядовими колами. Однак у березні 2010 року адміністрація Обами розсекретила деякі матеріали, пов'язані з доктриною.
Згідно прес-релізу, викладеному на офіційному сайті Білого дому, в рамках доктрини виділяються наступні 12 напрямків («ініціатив»):
1. Управління Федеральної комп'ютерною мережею підприємств через Національну систему надійного з'єднання з Інтернетом (англ. Trusted Internet Connections)
2. Розгортання Національної системи виявлення вторгнень
3. Розгортання систем запобігання вторгнень у мережі федеральних органів виконавчої влади
4. Координація і переорієнтація досліджень і розробок (R&D) у сфері комп'ютерної безпеки
5. Підвищення ситуаційної обізнаності діючих центрів комп'ютерної безпеки
6. Розробка і реалізація плану кібернетичної контррозвідки на рівні уряду
7. Підвищення рівня безпеки комп'ютерних мереж, які використовуються для роботи із секретними даними
8. Розгортання освітніх програм із комп'ютерної безпеки
9. Розробка плану заходів для здійснення «стрибка вперед» у сфері стратегій, технологій та програм комп'ютерної безпеки
10. Розробка надійних стратегій і програм заборони у сфері комп'ютерної безпеки
11. Розробка комплексного підходу для глобального управління ризиками поставок
12. Визначення ролі федерального уряду в підвищенні рівня комп'ютерної безпеки в критичних галузях інфраструктури.

6 січня 2011 року АНБ відповідно до доктрини почало будувати перший дата-центр як елемент національної інфраструктури кібербезпеки. Цей дата-центр, також відомий як дата-центр АНБ (штат Юта), вартістю $ 1,5 млрд, знаходиться в навчальному центрі національної гвардії Вільямс.

## Дивись також
- Дата-центр АНБ (штат Юта)